# 並木 (所沢市)
並木（なみき）は、埼玉県所沢市の町名。一丁目から八丁目までが設置されている。郵便番号は359-0042。

## 地理
所沢市中央部に位置し、並木地区に所属する。
面積は計約3.05km2。
周辺の北原町・若松町・こぶし町・東新井町・西新井町・北有楽町・喜多町・弥生町・美原町・中新井と隣接する。
かつては一帯が所沢飛行場であり、戦後はアメリカ軍に接収され基地となっていた。1971年（昭和46年）に6割、1978年（昭和53年）にさらに1割は返還されたものの、現在も在日米軍所沢通信基地として町内に残っている。返還された跡地には所沢航空記念公園を筆頭に、公団住宅や学校、官公庁が作られ市役所も移転し、整然とした街並となっている。

### 面積
町丁別の面積の内訳は以下の通り。
| 丁目       | 面積（m2）   |
| ---------- | ------------ |
| 並木一丁目 | 746,379.60   |
| 並木二丁目 | 87,942.11    |
| 並木三丁目 | 379,694.10   |
| 並木四丁目 | 270,942.40   |
| 並木五丁目 | 155,836.70   |
| 並木六丁目 | 1,132,682.00 |
| 並木七丁目 | 82,305.05    |
| 並木八丁目 | 196,929.60   |
| 計         | 3,052,711.56 |

## 歴史

### 沿革
- 1967年（昭和42年）3月12日 - 市民等4,115名が参加し所沢基地全面返還運動市民大行進が行われる[6]。
- 1971年（昭和46年）6月30日 - 米軍基地のおよそ6割にあたる1,918,831m2が返還される[7]。
- 1973年（昭和48年）11月 - 防衛医科大学校が開校。
- 1974年（昭和49年） - 埼玉県立所沢北高等学校開校。同年3月、基地跡地の一部約50haが県営公園として計画される。
- 1977年（昭和52年）12月 - 防衛医科大学校病院が開設。
- 1978年（昭和53年）3月 - 所沢航空記念公園開園。同年6月20日、米軍基地の一部97,593m2が返還される[7]。
- 1979年（昭和54年）3月- 所沢パークタウン駅前通り団地が完成。
- 1981年（昭和56年）6月1日 - 町名・地番変更の実施により、大字所沢、大字下新井の各一部から並木1丁目〜8丁目が誕生[8]。
- 1982年（昭和57年）6月30日 - 米軍基地の北端、13,525m2が道路拡幅用地として返還される[7]。
- 1987年（昭和62年）1月5日 - 所沢市役所が現在地に移転。同年5月27日、西武新宿線航空公園駅開業。
- 1993年（平成5年） - 所沢航空記念公園内に所沢航空発祥記念館が開館。同年11月1日、所沢市民文化センター ミューズが開館。
- 2005年（平成17年）3月11日 - 国土交通省により航空公園地区が前橋市･横浜市と共に自転車利用促進のモデル地区に指定される[9]。

## 世帯数と人口
2017年（平成29年）9月30日現在の世帯数と人口は以下の通りである。
| 丁目       | 世帯数    | 人口    |
| ---------- | --------- | ------- |
| 並木二丁目 | 924世帯   | 1,965人 |
| 並木三丁目 | 2,175世帯 | 3,270人 |
| 並木四丁目 | 158世帯   | 296人   |
| 並木七丁目 | 343世帯   | 782人   |
| 並木八丁目 | 1,615世帯 | 3,138人 |
| 計         | 5,215世帯 | 9,451人 |

## 小・中学校の学区
市立小・中学校に通う場合、学区は以下の通りとなる。
| 丁目       | 番地        | 小学校             | 中学校             |
| ---------- | ----------- | ------------------ | ------------------ |
| 並木一丁目 | 全域        | 所沢市立並木小学校 | 所沢市立中央中学校 |
| 並木二丁目 | 全域        | 所沢市立並木小学校 | 所沢市立中央中学校 |
| 並木三丁目 | 全域        | 所沢市立並木小学校 | 所沢市立中央中学校 |
| 並木四丁目 | 全域        | 所沢市立美原小学校 | 所沢市立美原中学校 |
| 並木五丁目 | 全域        | 所沢市立美原小学校 | 所沢市立美原中学校 |
| 並木六丁目 | 1〜3番地    | 所沢市立並木小学校 | 所沢市立中央中学校 |
| 並木六丁目 | その他      | 所沢市立中央小学校 | 所沢市立中央中学校 |
| 並木七丁目 | 全域        | 所沢市立中央小学校 | 所沢市立中央中学校 |
| 並木八丁目 | 1、2、7番地 | 所沢市立中央小学校 | 所沢市立中央中学校 |
| 並木八丁目 | その他      | 所沢市立中央小学校 | 所沢市立美原中学校 |

## 交通

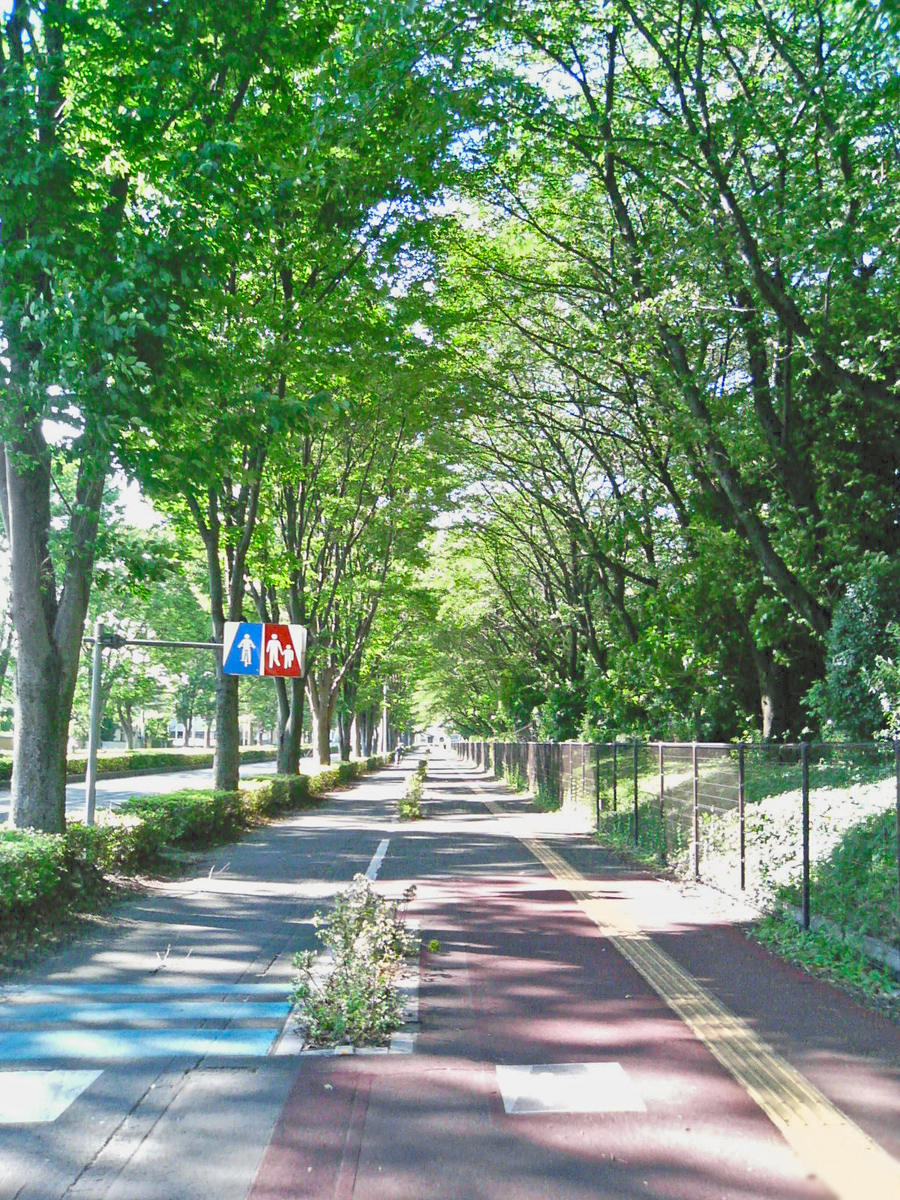
並木地区の色分けされた自転車道･歩道

### 鉄道
- 西武鉄道・西武新宿線 - 航空公園駅

並木4丁目・5丁目などの北部は、隣の新所沢駅からの方が近い。

### 道路
- 国道463号
- 埼玉県道56号さいたまふじみ野所沢線
- 市道 はばたき通り
- 市道 並木通り
- 市道 航空公園通り
- 市道 新所沢跨道橋通り

交差点
| - 所沢北高校北 - 中央小学校入口 - 市民体育館前 - 美原小学校前 - 国立リハビリ入口 | - 防衛医科大学校前 - 航空公園駅前 - 市役所入口 - 所沢警察署前 - 並木通り団地前 | - 航空管制部前 - こぶし団地入口 - 西新井町 - 熊野神社東 - 航空記念公園 |

### バス
町内を運行するのは、西武バス（一般路線バス）および所沢市内循環バス・ところバス（コミュニティバス）。
町域内のバス停は以下の通り。
| - 北原町中央 - 並木通り団地入口 - 並木通り団地 - 並木公民館入口 - ニュータウン南 - 中新井一丁目 - 美原町三丁目 - 所沢市民体育館 - 弥生町 | - リハビリテーションセンター - 防衛医大病院前 - 航空公園駅 - 所沢市役所 - パークタウン所沢警察署前 - 文化センターミューズ航空公園南 - 秩父学園入口 - こぶし団地入口 - 航空公園南 - 公園通り |

## 施設
公共
- 所沢市役所
- 埼玉県所沢警察署
- 所沢税務署
- さいたま地方法務局所沢支局
- 所沢簡易裁判所
- 所沢労働基準監督署
- 所沢公共職業安定所

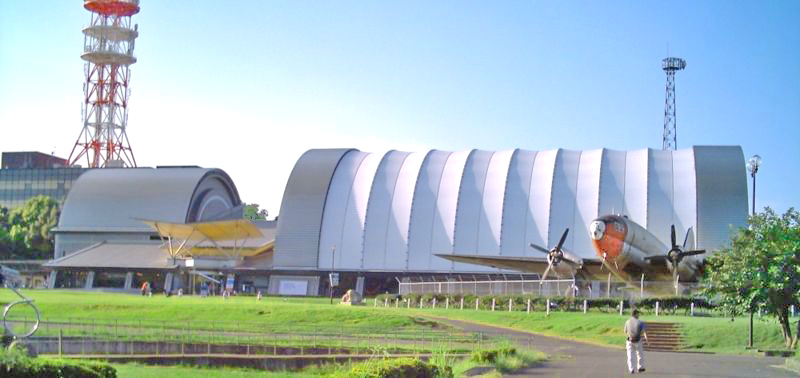
所沢航空発祥記念館

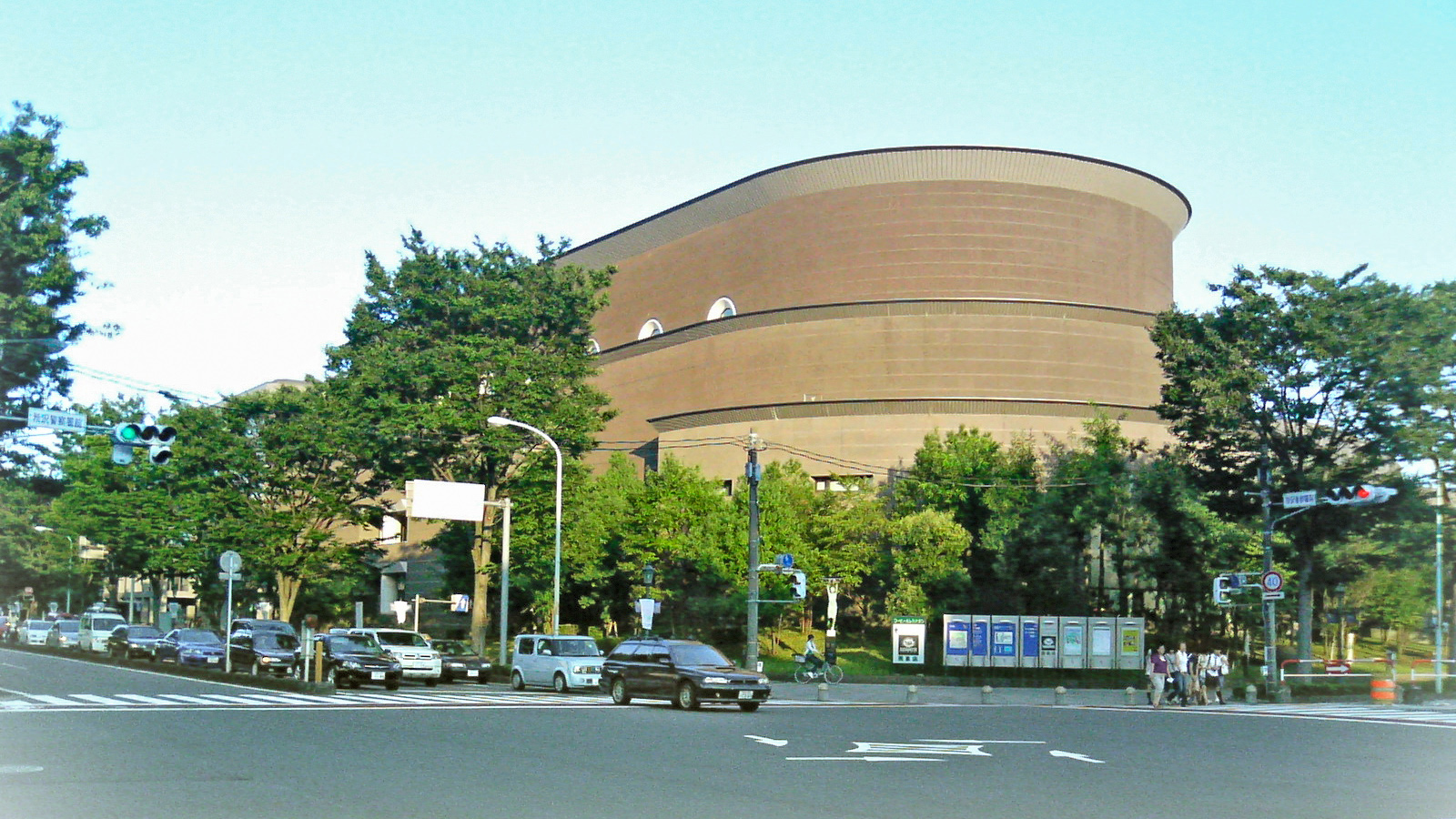
所沢ミューズ

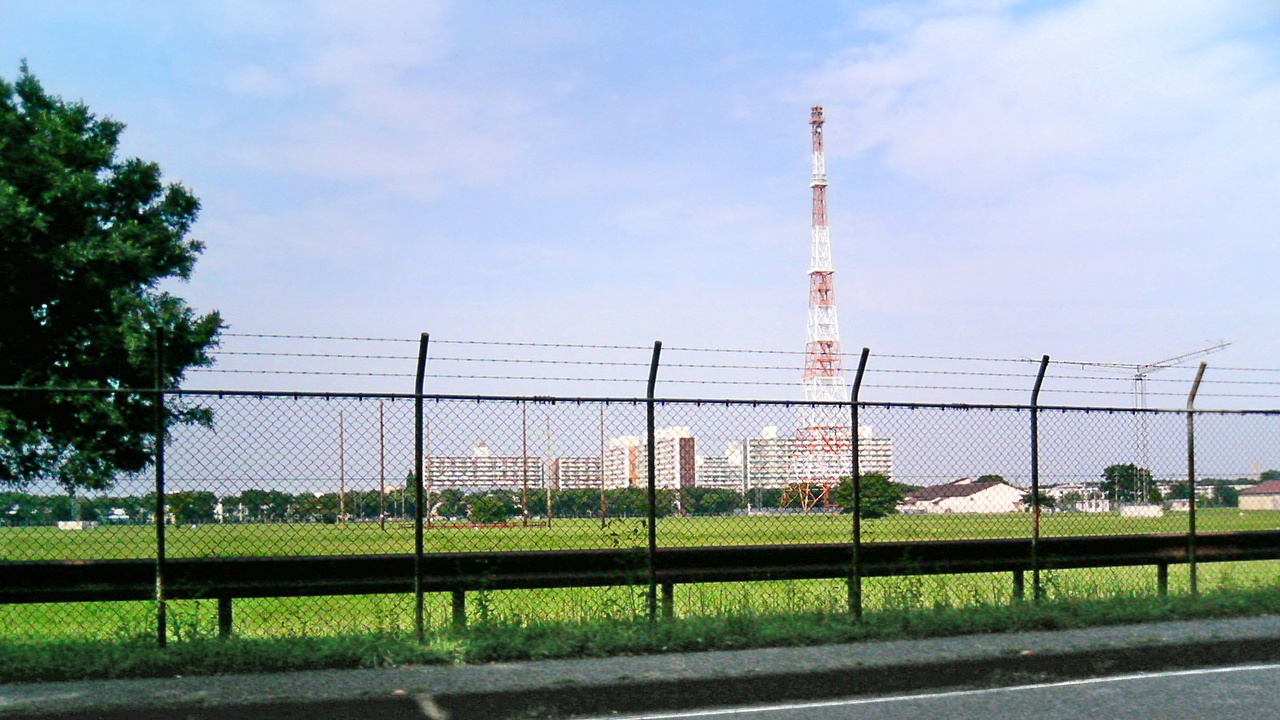
在日米軍所沢通信基地

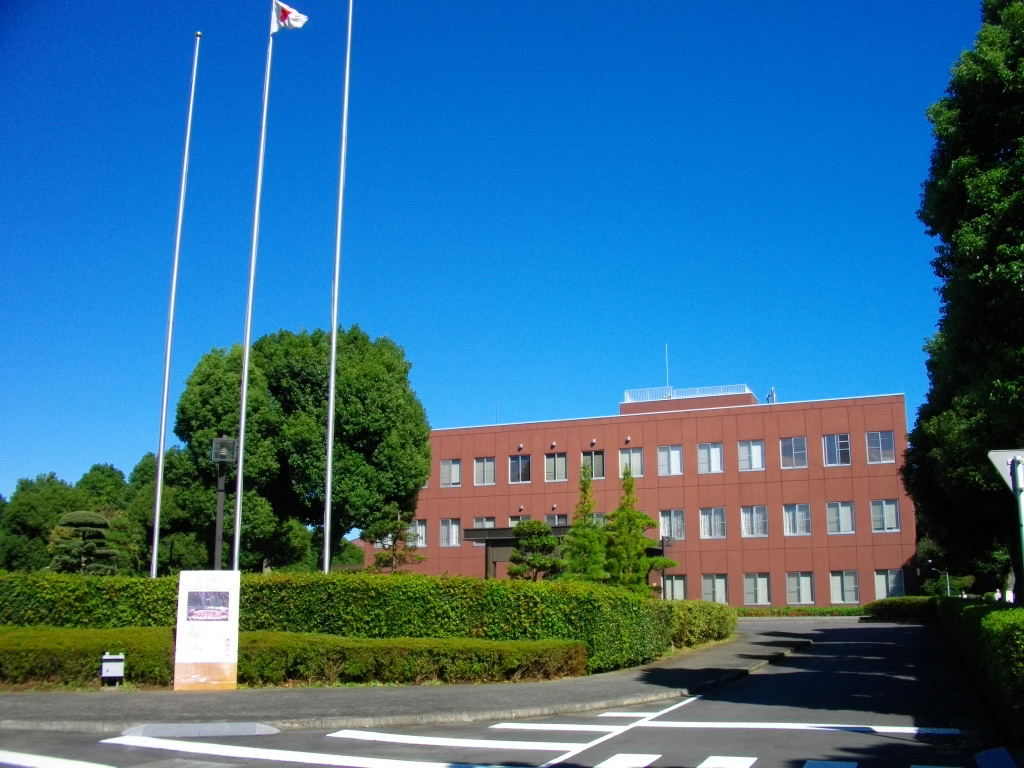
防衛医科大学校

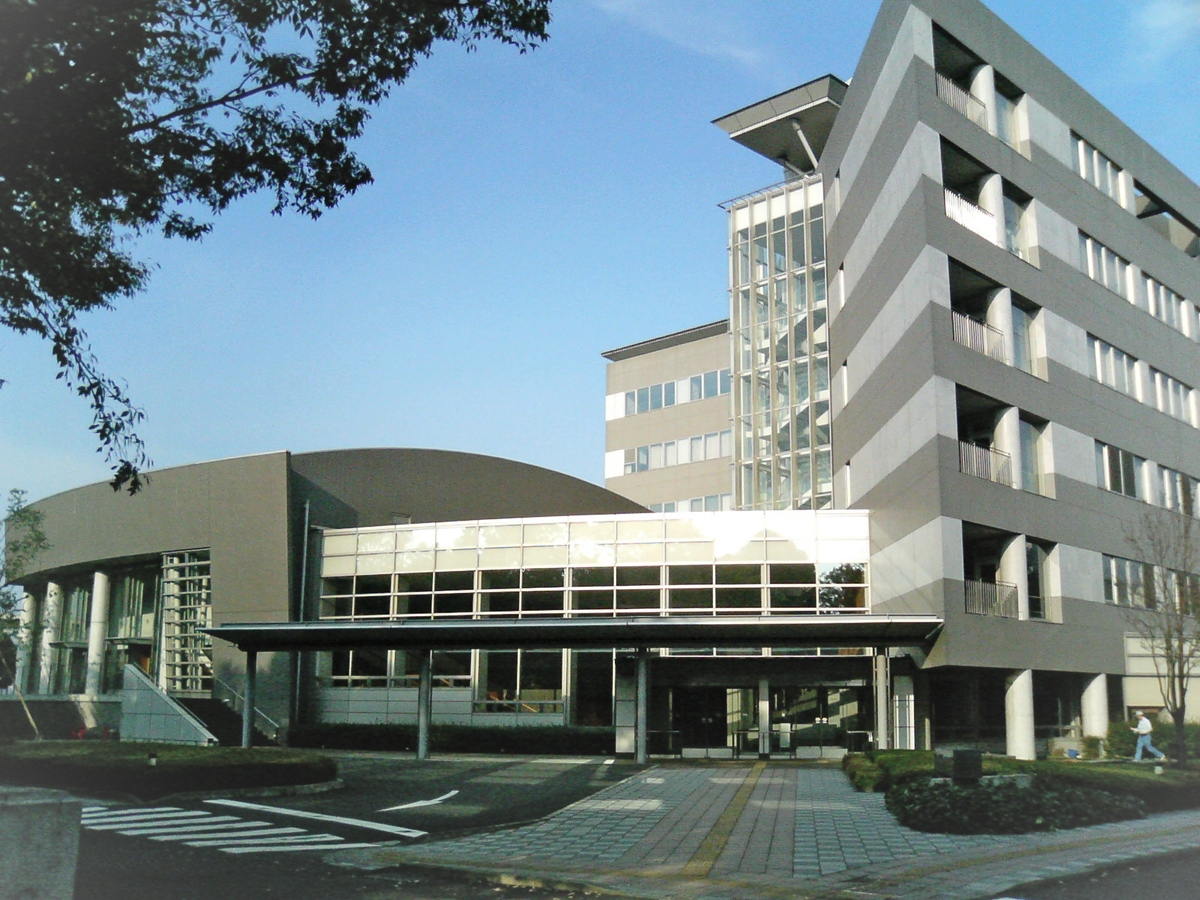
国立リハビリセンター学院棟

- 並木まちづくりセンター（市役所出張所窓口）
  - 並木公民館
  - さくら児童館
- 所沢市東部浄水場
- 所沢航空記念公園
  - 所沢航空発祥記念館
  - 所沢市立図書館本館
- 所沢市民文化センター ミューズ
- 所沢市民体育館
- 防衛医科大学校病院
- 国立障害者リハビリテーションセンター
- 環境省環境調査研修所
- 東京航空交通管制部
- 在日米軍所沢通信基地

商業
- 所沢郵便局
- 所沢パークタウン商店街

## 教育機関

### 学校
- 所沢市立並木小学校
- 所沢市立美原小学校
- 所沢市立中央小学校
- 所沢市立美原中学校
- 所沢市立中央中学校
- 埼玉県立所沢北高等学校

### かつて存在した学校
- 所沢市立並木東小学校、所沢市立中新井小学校 - 合併により閉校。所沢市立中央小学校になる。

### 学校教育以外の施設
- 防衛医科大学校（防衛省文教研修施設）
- 国立障害者リハビリテーションセンター学院